# Acusmatico
Acusmatico è un aggettivo riferito al suono che si sente senza individuarne la causa originaria.
Il vocabolo è di origine greca, riconducibile a Pitagora: si racconta infatti che questo tenesse le sue lezioni nascosto dietro a una tenda. Inoltre, il termine si riferisce ad una categoria dei discepoli di Pitagora, gli acusmatici, che potevano solo ascoltare per diventare poi matematici. 
Il termine è stato recuperato da Jerôme Peignot e teorizzato da Pierre Schaeffer.
Nei suoi studi Pierre Schaeffer ha utilizzato tale concetto per poter analizzare il suono senza i vincoli semantici o linguistici legati alla fonte. Uno dei suoi intenti era dare al suono la condizione di oggetto a sé stante: l'oggetto musicale. Per l'ascolto del suono svincolato dalle proprie cause, è indispensabile uno strumento di registrazione e riproduzione.
La radio, il compact disc o il telefono sono per definizione dei media acusmatici.
Nel cinema, viene utilizzato per definire i suoni che si sentono ma di cui non si vede la causa sullo schermo.
Inoltre, è un concetto cardine della musica concreta, una corrente musicale francese nata negli anni 1950 e teorizzata dallo stesso Pierre Schaeffer.